# インプザムガンビ
インプザムガンビ（ImpuzamugambiあるいはImpuza Mugambi）は、1992年にルワンダで設立されたフツ過激派系の民兵組織である。インプザムガンビとはルワンダ語で「同じゴールを目指す者」や「単一のゴールを目指す者」を意味する。この組織は、同様の民兵組織であったインテラハムウェとともに、1994年に発生したルワンダ虐殺時において、数多くのツチと穏健派フツの殺害を主導したことで知られる。
インテラハムウェが与党の開発国民革命運動 (Mouvement républicain national pour la démocratie et le développement: MRND) の指導下にあったのに対し、インプザムガンビは与党と同盟関係にあった共和国防衛同盟 (Coalition pour la Défense de la République, CDR) の指導下にあり、そのメンバーは共和国防衛同盟の青年部から募集が行われた。なお、この共和国防衛同盟は権力中枢部によって意図的に作られたものであり、与党の開発国民革命運動以上にフツ至上主義で、反ツチを主張する政党であった。インプザムガンビはインテラハムウェよりも小規模な組織であったが、ジェノサイドにおける死亡者の大部分に関与したことが知られている。 
インプザムガンビはインテラハムウェと同様に、ルワンダ政府軍 (RGF) 、大統領警備隊、開発国民革命運動指導者でルワンダ大統領のジュベナール・ハビャリマナなどから訓練と供給を受けていた。1994年4月以降のジェノサイド時には、この両組織は密接に協力し、組織と活動の合併を大規模に行っている。なお、この時点でも両組織は服装などの違いで明確に区別することが可能であった。その後、1994年7月にルワンダ愛国戦線 (RPF) によってルワンダが制圧されてジェノサイドが終結すると、両組織のメンバーや、大量のフツが逃れ、ザイール（1997年以降のコンゴ民主共和国）東部地域やタンザニア北西部、ウガンダ南西部、ブルンジ北部などで難民となった。
ルワンダ虐殺終結後に行われているルワンダ国際戦犯法廷では、この両組織に参加し、ツチや穏健派フツの虐殺を行った者のうちの幾人かが、ジェノシデールとして告発された。また、共和国防衛同盟の指導者であったハッサン・ンゲゼやジャン＝ボスコ・バラヤグウィザも、インプザムガンビの指導者として告発を受けた。この2人は2003年に、ジェノサイドの計画と指導、ジェノサイドの煽動、人道に対する罪に関して有罪となり、無期懲役の判決を受けた。なお、バラヤグウィザの刑期についてはその後、デュー・プロセスに関する部分的な違反により懲役35年に削減された。判決までに服役した期間を差し引くと、バラヤグウィザの残りの刑期は少なくともあと27年である。

## 脚註
1. ↑  武内進一「アフリカ大湖地域における難民問題の位相と 「人間の安全保障」」『アフリカにおける「人間の安全保障」の射程』アジア経済研究所、2003年4月。
2. ↑  「基本情報 > アフリカ難民の現状 > ルワンダ」国連難民高等弁務官事務所、2010年3月7日閲覧